# Nan Sun
Nan Sun is een Chinees langebaanschaatsster. 
In 2018 kwam ze uit op het WK Sprint.
Vanwege het Aziatische gebruik de familienaam eerst te schrijven, is de voornaam van Nan Sun Sun, en de familie/achternaam Nan. Zij komt op wedstrijden uit onder haar Aziatische naam Nan Sun. 

## Records

### Persoonlijke records[2][3]
| Afstand    | Tijd    | Datum            | Baan      |
| ---------- | ------- | ---------------- | --------- |
| 500 meter  | 38,31   | 16 maart 2017    | Calgary   |
| 1000 meter | 1.15,14 | 18 maart 2017    | Calgary   |
| 1500 meter | 1.57,75 | 19 maart 2017    | Calgary   |
| 3000 meter | 4.27,83 | 19 oktober 2014  | Changchun |
| 5000 meter | 7.56,71 | 19 december 2014 | Changchun |

## Resultaten
| Jaar | WK Sprint                | WK Junioren                             |
| ---- | ------------------------ | --------------------------------------- |
| 2014 |                          | 10e 500m 7e 1000m 15e 1500m             |
| 2015 |                          | 500m · 5e 1000m · 7e 1500m              |
| 2016 |                          | 12e (7e, 18e, 6e, 24e) 4e achtervolging |
| 2017 | 23e (22e, 21e, 22e, 21e) | 4e · (, 6e, 4e, 10e) · DQ massastart    |

(#, #, #, #) = afstandspositie op sprinttoernooi (500m, 1000m, 500m, 1000m) of op juniorentoernooi (500m, 1500m, 1000m, 3000m).